# Pseudobranchiomma minima
Pseudobranchiomma minima är en ringmaskart som beskrevs av Penido J.C. Nogueira och Knight-Jones 2002. Pseudobranchiomma minima ingår i släktet Pseudobranchiomma och familjen Sabellidae. Inga underarter finns listade i Catalogue of Life.